# International Journal of Urban and Regional Research
L'International Journal of Urban and Regional Research (IJURR) és una revista acadèmica bimensual revisada per parells publicada per Wiley-Blackwell en nom de la Fundació IJURR. Va ser fundada el 1977 per un grup d'editors, que es va associar amb Edward Arnold per a la publicació. Blackwell (ara Wiley-Blackwell) es va fer càrrec de la publicació d'Edward Arnold el 1991. Els propietaris van transferir IJURR a una organització benèfica (ara coneguda com la Fundació IJURR) el 1995. IJURR es va publicar trimestralment fins al 2010. La revista cobreix temes de recerca urbana i regional a partir d'un perspectiva de les ciències socials. La revista té una secció "Intervencions", i també publica ressenyes de llibres, articles teòrics i simposis. Segons Journal Citation Reports, la revista tenia un factor d'impacte de 1.868 l'any 2015, situant-se en el 9è lloc de 38 revistes a la categoria "Estudis urbans", el 9è de 55 revistes en la categoria "Planificació i desenvolupament" i el 21è de les 38 revistes. 72 revistes a la categoria "Geografia".